# Sociedade Internacional de Medicina Sexual
A Sociedade Internacional de Medicina Sexual (ISSM) é uma sociedade médica dedicada ao estudo da medicina da sexualidade humana. Ela publica duas revistas, a The Journal of Sexual Medicine e a Sexual Medicine Reviews de acesso aberto. Foi fundada em 1978 e era anteriormente conhecida como ISIR / ISSIR.